# Sedum alsinefolium
Sedum alsinefolium är en fetbladsväxtart som beskrevs av Carlo Allioni. Sedum alsinefolium ingår i Fetknoppssläktet som ingår i familjen fetbladsväxter. Inga underarter finns listade i Catalogue of Life.